# Tricyphona glabripennis
Tricyphona glabripennis är en tvåvingeart som först beskrevs av Enrico Adelelmo Brunetti 1912.  Tricyphona glabripennis ingår i släktet Tricyphona och familjen hårögonharkrankar. Inga underarter finns listade i Catalogue of Life.